# Oskar von Niedermayer
Oskar Ritter von Niedermayer (Ratisbona, 8 novembre 1885 – Vladimir, 25 settembre 1948) è stato un generale, docente e agente segreto tedesco.
Indicato come il Lawrence d'Arabia tedesco, Niedermayer è ricordato per aver guidato la missione indo-tedesca-turca del 1915-1916 in Afghanistan durante la prima guerra mondiale in uno sforzo per incitare l'emiro Habibullah Khan ad attaccare l'India britannica.
Tra le due guerre mondiali, Niedermayer era associato alle università di Monaco e Berlino.

## Biografia
Oskar von Niedermayer proveniva da una famiglia di mercanti e commercianti di Ratisbona.
Il 15 luglio 1905 si unì al decimo bavarese di artiglieria di campo bavarese (Erlangen) come ufficiale cadetto.
Dopo essere stato promosso a tenente, ha ricevuto all'interno dell'esercito l'opportunità educativa di studiare scienze naturali, geologia e filologia all'Università di Erlangen.
Fu guidato da Georg Jacob, un filologo di culture semitiche, e imparò a parlare inglese e russo fluentemente, arabo, turco e persiano moderno.
Successivamente, pur mantenendo il proprio status di militare, chiese e ottenne il permesso di viaggiare per due anni nella quale attraverso la Persia e l'India.
Il suo intento dichiarato era quello di effettuare scavi e studiare le pratiche islamiche in Persia.
Disegnò mappe in rilievo dell'area tra Teheran e il Caspio.
Niedermayer fu il primo europeo conosciuto ad attraversare il deserto di Lut.
Avendo raggiunto Astarābād in Iran nella primavera del 1913 trascorse quasi cinque mesi a compilare un enorme dossier sulle pratiche sciite per conto dell'intelligence tedesca.
Nel maggio del 1913 conobbe Percy Sykes, la spia britannica in Persia.
Sykes non credeva alla storia di copertura di Niedermayer che si trovasse in Persia per svolgere indagini geologiche e antropologiche.
Niedermayer viaggiò a Isfahan e poi a Bushire.
Nel febbraio 1914 fu interrogato da Wilhelm Wassmuss che fu così impressionato da lui che lo raccomandò, nell'agosto del 1914, a Max von Oppenheim come uomo adatto a guidare la missione tedesca in Afghanistan.
Poco prima dello scoppio della prima guerra mondiale, nel maggio 1914 tornò in Europa.
Il 15 dicembre 1914 il comando militare tedesco inviò Niedermayer con una piccola squadra militare di spedizione in Afghanistan allo scopo di stringere un'alleanza con le popolazioni indigene e colà usando la sua conoscenza della loro cultura cercò di incitare una rivolta contro l'Impero britannico in India e in Persia, in una strategia simile a quella che in seguito sarebbe stata utilizzata da Lawrence d'Arabia contro l'impero ottomano durante la rivolta araba.
Nel settembre del 1915 la spedizione Niedermayer-Hentig raggiunse Kabul, ma nonostante i suoi sforzi della rivolta afghana contro i possedimenti britannici in India non se ne fece nulla.
Nel maggio 1916 lui e la sua squadra ricevettero l'ordine di ritirarsi dall'Afghanistan e attaccarsi all'autorità dell'Impero ottomano, comportando una pericolosa marcia di ritorno attraverso territorio russo ostile, che fu portato a termine il 1 ° settembre 1916.
All'arrivo Niedermayer ricevette ordini dalla missione militare tedesca in Turchia, comandata dal feldmaresciallo Barone Colmar von der Goltzche avrebbe dovuto iniziare un lavoro simile a quello che aveva tentato in Afghanistan tra le tribù arabe all'interno del territorio imperiale ottomano per colpire l'autorità imperiale britannica in Medio Oriente.
All'inizio del 1918 fu richiamato in Germania, arrivando a Berlino presso lo stato maggiore il 28 marzo.
Niedermayer è stato premiato per il suo lavoro in Oriente con il Militär-Max-Joseph-Orden e successivamente inviato con il grado di capitano al fronte occidentale, dove prese parte ai combattimenti nello Champagne e nelle Fiandre prima che la guerra finisse nel novembre 1918.

### Fra le due guerre
Alla fine della prima guerra mondiale, Niedermayer era in congedo e ha avuto l'opportunità di ricominciare la sua vita accademica presso l'Università di Monaco studiando letteratura e geografia per altri due semestri.
Fino al 1932 lavorò nell'ufficio del Reichswehr a Mosca, quando, tornato in Germania si ricongiunse ufficialmente alla Wehrmacht, assegnatoli il comando del secondo reggimento di artiglieria prussiano.
Il 29 gennaio 1933, di nuovo si dimise dal servizio attivo con il grado di tenente colonnello, e si dedicò alla carriera scolastica.
Il 31 luglio 1933 presentò una tesi dal titolo "Crescita e migrazione nella Nazione russa" e prese l'incarico di docente di geografia all'Università di Berlino.
Il 27 luglio 1937, su espressa richiesta di Adolf Hitler, Niedermayer prese incarico di insegnare presso l'Istituto di Dottrina militare dell'Università di Berlino.
Nel frattempo, si era arruolato il 1º novembre 1935 come ufficiale di riserva nell'esercito.
Il 1º ottobre 1939 fu chiamato nella riserva e nominato colonnello nel comando supremo della Wehrmacht (OKW).

### Seconda guerra mondiale
Allo scoppio della guerra, la dirigenza nazista cercò di utilizzare la conoscenze di Niedermayer.
Nel maggio del 1943 prese l'incarico di formare e comandare la 162. (Turkistan) Infanterie-Division costituita da prigionieri di guerra (caucasici, turkestani) dell'armata rossa catturati durante l'avanzata del gruppo armate sud in Ucraina.
Gli venne affidato tale compito, in quanto profondo conoscitore della geografia e dei popoli delle regioni profilate.
La divisione fu dapprima installata in Ucraina, dove loro e Niedermayer furono responsabili dell'addestramento dei cosiddetti "Ostlegionen", fino al febbraio 1943, e da allora fino all'autunno del 1943 furono assegnati nel territorio del Reich.
Lì la legione fu riclassificata come una divisione, ma era ancora composta da soldati caucasici, georgiani e turkestani.
Come comandante di questa divisione nella Zona Operativa del Litorale Adriatico, combatté contro i partigiani sloveni nella battaglia di Kočevje, salvando la guarnigione assediata.
Nel marzo 1944 gli Ostlegion si trasferirono in Italia, per cercare di fermare l'avanzata alleata lì come parte della 10ª Armata, la Divisione venne quindi assegnata in Italia il 9 giugno 1944 su un fronte sempre più precario, tuttavia Niedermayer a quel tempo non era più suo comandante, essendo stato sostituito il 21 maggio 1944 per ordine del feldmaresciallo Albert Kesselring, dal Generalleutnant Ralph von Heygendorff.

### Fine e Morte
Niedermayer nell'agosto del 1944 era giunto a disprezzare la politica di Hitler nei confronti delle popolazioni orientali.
Venute a conoscenza di tale dissenso, le autorità naziste arrestarono Niedermayer che venne accusato di disfattismo contro il Reich.
Fu introdotto innanzi alla corte marziale a Torgau, in questa occasione numerosi amici e collaboratori, tra cui Heinrich Himmler, fornirono alla corte marziale elementi in cui affermarono i meriti e lo stato di servizio di Niedermayer, ma fu imprigionato nella prigione di Torgau fino alla fine della guerra.
Dopo la capitolazione della Germania il 9 maggio 1945 mentre tentava di tornare nella sua città natale Ratisbona, l'Armata Rossa lo arrestò, e fu deportato nell'URSS, e in una prigione di Mosca, dove contrasse la tubercolosi la corte marziale russa lo condannò a 25 anni di prigione nella prigione di Vladimir, dove morì il 25 settembre 1948 nell'ospedale del carcere.